# Ove
Ove, eller Owe, är ett mansnamn med danskt ursprung och användes från 1400-talet främst i Skåne, men var ganska ovanligt i överiga Sverige fram till 1930- och 1940-talet. Namnets betydelse är omtvistat, i Danmark menar man att det har samma ursprung som Åge/Åke, medan man i Sverige oftast hävdar att det har sitt ursprung i det fornnordiska Agh - egg, men det kan även ha sitt ursprung i ordet agi- oro, fruktan.
Ove var ett modenamn på 1940-talet, och idag får knappt några barn namnet annat än som andranamn.
31 december 2005 fanns det totalt 37 071 personer i Sverige med namnet, varav 10 919 med det som tilltalsnamn.
År 2003 fick 99 pojkar namnet, varav 1 fick det som tilltalsnamn.
Namnsdag i Sverige: 13 februari, delas med Agne (1986-1992: 15 april, 1993-2000: 8 maj). I den finlandssvenska namnsdagslängden har Ove namnsdag 14 december sedan starten 1929, då en egen namnsdagskalender togs i bruk för finlandssvenskar.
En tysk variant är namnet Uwe.

## Personer med namnet Ove/ Owe/Uwe
- Owe Adamson, f.d. tävlingscyklist
- Ove Allansson, författare
- Ove Andersson (friidrottare)
- Ove Andersson (rallyförare) ("Påven")
- Ove Aunli, norsk längdskidåkare
- Ove Bengtson, tennisspelare
- Ove Berg, "Hoforsterriern", svensk medeldistansare
- Ove Bring, svensk folkrättsexpert
- Ove Edfors, svensk professor
- Ove Emanuelsson, kanotist
- Ove Engström, svensk musiker
- Ove Fundin, svensk speedwayförare, bragdmedaljör
- Ove Gjedde, dansk riksamiral
- Ove Grahn, svensk fotbollsspelare
- Ove Guldberg, dansk politiker
- Ove Hidemark, svensk arkitekt
- Owe Husáhr (1921–1958), svensk författare.
- Ove Höegh-Guldberg, dansk statsman
- Owe Jonsson, svensk sprinter, europamästare
- Ove Karlsson (friidrottare)
- Ove Kindvall, svensk fotbollsspelare, bragdmedaljör
- Ove Lundell, svensk motocrossåkare
- Ove Molin, svensk ishockeyspelare
- Owe Ohlsson, svensk fotbollsspelare
- Ove Rainer, svensk justitieminister
- Sten-Ove Ramberg, fotbollsspelare
- Ove Svensson, svensk filmvetare
- Sven-Ove Svensson, fotbollsspelare
- Owe Thörnqvist, svensk underhållare
- Ove Tjernberg, skådespelare
- Per-Owe Trollsås, friidrottare
- Jan-Ove Waldner, svensk bordtennisspelare, bragdmedaljör
- Owe Wikström, svensk religionspsykolog, författare
- Owe Wiktorin, svensk överbefälhavare
- Uwe Beyer, tysk friidrottare
- Uwe Hohn, östtysk friidrottare
- Uwe-Jens Mey, tysk skridskoåkare
- Uwe Seeler, tysk fotbollsspelare

## Fiktiva figurer med namnet Ove/ Owe
- Ove, sköldpadda i Bert-serien
- Ove Sundberg, ur dramakomediserien Solsidan
- Ove, huvudpersonen i romanen och filmen En man som heter Ove